# Mephitis
Mephitis és un dels quatre gèneres vivents de mofetes. Inclou dues espècies:
- Mofeta ratllada (Mephitis mephitis)
- Mofeta cuallarga (Mephitis macroura)